# William A. Harris (Politiker, 1841)

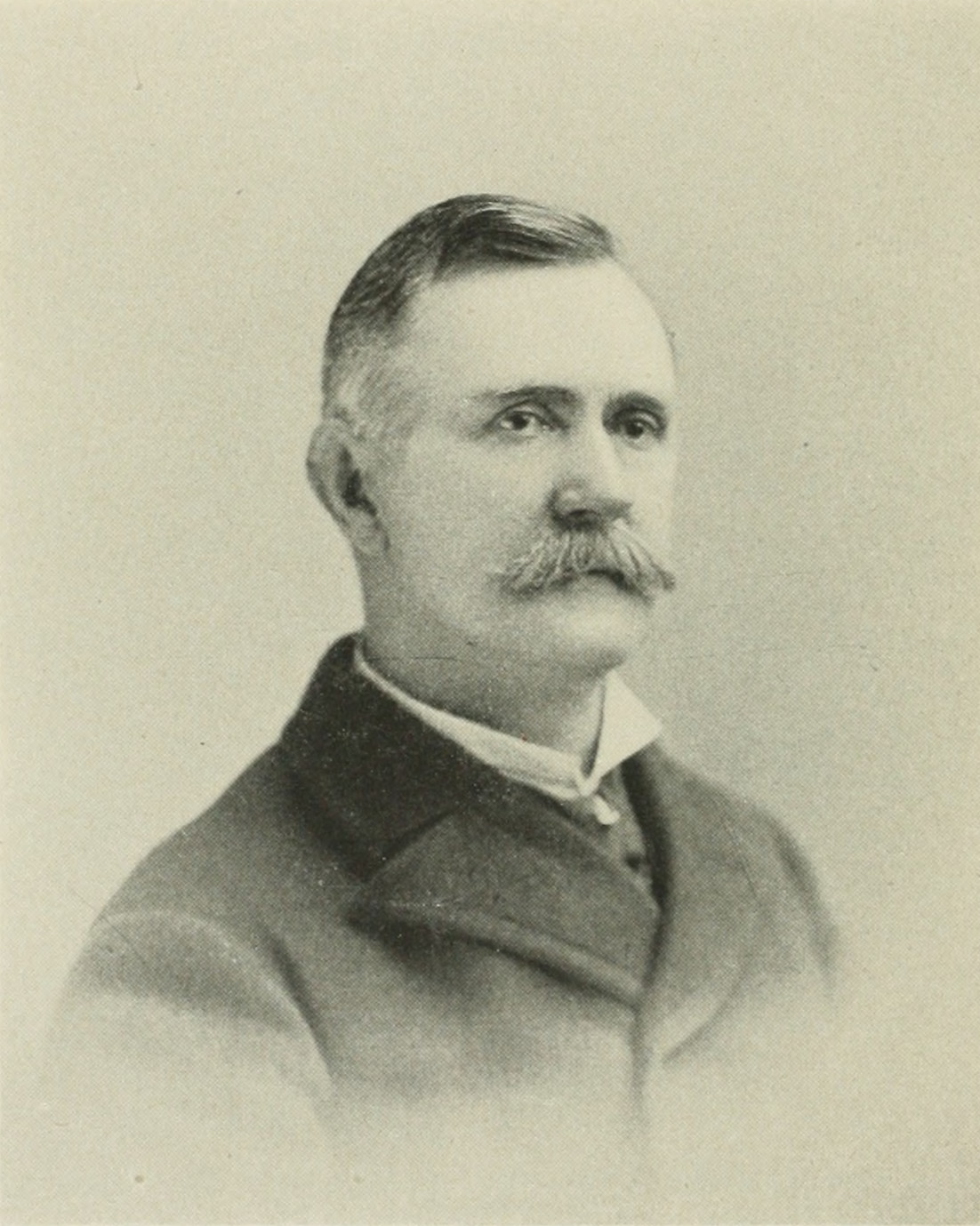
William A. Harris

William Alexander Harris (* 29. Oktober 1841 bei Luray, Page County, Virginia; † 20. Dezember 1909 in Chicago) war ein US-amerikanischer Politiker der Populist Party, der den Bundesstaat Kansas in beiden Kammern des US-Kongresses vertrat.

## Leben
Zum Zeitpunkt von Harris’ Geburt gehörte sein Vater, der ebenfalls den Namen William Alexander Harris trug, als Abgeordneter für Virginia dem US-Repräsentantenhaus in Washington an. In dieser Stadt machte der junge William dann 1859 auch seinen Abschluss am Columbian College, der späteren George Washington University; zwei Jahre später komplettierte er seine Ausbildung am Virginia Military Institute in Lexington.
Nach Ausbruch des Sezessionskrieges trat Harris der Konföderiertenarmee bei. Er diente dort drei Jahre, zunächst im Rang eines Adjutant General, später als Ordonnanzoffizier in der Army of Northern Virginia. Nach Kriegsende ließ er sich 1865 in Kansas nieder, wo er bis 1868 als Bauingenieur für die Union Pacific Railroad arbeitete. In diesem Jahr zog er nach Lawrence und fungierte dort als Interessenvertreter mehrerer Eisenbahngesellschaften, die das Land der Delaware-Indianer erwerben wollten. Ab 1884 lebte er in Linwood, wo er sich in der Landwirtschaft und der Viehzucht betätigte.

## Politik
William Harris war Mitglied der kurzlebigen Populist Party, die besonders bei den Landwirten in den Great Plains großen Rückhalt besaß und dann später überwiegend in der Demokratischen Partei aufging. Er saß vom 4. März 1893 bis zum 3. März 1895 im Repräsentantenhaus in Washington. Nachdem er sich vergeblich um die Wiederwahl bemüht hatte, verbrachte er die beiden folgenden Jahre im Senat von Kansas, ehe er am 4. März 1897 als US-Senator in den Kongress zurückkehrte.
Auch diesmal verlief sein Wiederwahlversuch erfolglos, sodass er am 3. März 1903 aus dem Senat ausscheiden musste. 1906 verlor Harris die Wahl zum Gouverneur von Kansas, woraufhin er sich aus der Politik zurückzog. Er nahm eine Anstellung bei der National Livestock Association in Chicago an und verstarb dort 1909.